# Мирко Сандић
Мирко Сандић (Београд, 9. мај 1942 — Београд, 24. децембар 2006) био је југословенски и српски ватерполиста и тренер.

## Биографија
Сандић је научио да плива са 4 године, али је почео да игра ватерполо тек са 16 година за београдски Партизан. Остао је у Партизану све док није престао да игра ватерполо 1974. године. Одиграо је преко 1000 утакмица и освојио 11 националних првенстава Југославије, 7 југословенских купова, 5 европских купова шампиона и неколицину пријатељских турнира.
Сандић је одиграо 235 утакмица за репрезентацију Југославије и постигао преко 250 погодака. Освојио је златну медаљу на Олимпијским играма 1968. у Мексику и сребрну медаљу на Олимпијским играма 1964. у Токију. На Европским првенствима 1966. и 1970. био је у саставу репрезентације Југославије која је стигла до треће позиције.
Као тренер радио је у Сингапуру, Малезији, Египту, Партизану и Гочу.
Био је председник Ватерполо савеза Југославије од 1996. до 1998, члан техничког ватерполо комитета ЛЕН-а, добитник признања МОК-а 1997. године, и председник Скупштине Ватерполо савеза Србије. Године 1999. је уврштен у Кућу славних.
Сахрањен је у Алеји заслужних грађана на Новом гробљу у Београду.
У Београду једна улица носи назив Мирка Сандића.